# 추운 곳에서 온 스파이 (영화)
《추운 곳에서 온 스파이》(영어: The Spy Who Came in from the Cold)는 1965년 개봉한 영국의 냉전 첩보 영화이다. 마틴 리트가 감독을 맡았으며, 존 르 카레의 동명 소설이 영화의 원작이다. 1966 영국 아카데미상 영국 작품상 수상작이다.

## 줄거리
서베를린 주재 MI6 사무실은 국장 알렉 리머스 휘하에서 효과가 감소했다. 그는 요원 중 한 명이 사망한 직후 런던으로 소환되어 기관에서 해고된 것처럼 보인다. 실제로는 기관장인 컨트롤이 리머스를 주의 깊게 연출한 변신을 준비한 것이다. 우울하고 비통하며 알코올 중독자처럼 보이는 리머스는 지역 도서관에서 조수로 일하기 시작한다. 그곳에서 그는 젊고 이상주의적인 영국 공산당원인 동료 낸 페리와 관계를 맺는다. 리머스는 적은 수입의 대부분을 술에 써서 항상 자금이 부족하다. 그는 만취 상태로 신용 대출을 거부하는 상인을 폭행하고 잠시 투옥된다. 그의 곤경은 그를 잠재적인 망명자로 보는 동독 정보기관의 주목을 받는다.
리머스는 일련의 요원들에게 접근하고, 각 요원들은 그를 동독 정보기관의 사슬을 따라 위로 전달하며, 그는 돈을 받고 영국 비밀을 팔 의향을 표명한다. 그는 결국 네덜란드로 날아가 피터스라는 요원을 만나는데, 피터스는 그의 정보가 동독으로 그를 보낼 만큼 중요하다고 판단한다. 독일 시골집에서 리머스는 그의 주요 심문관이 되는 피들러를 소개받는다. 리머스는 이제 비밀 임무를 수행하기 시작하는데, 이는 문트라는 고위 동독 정보 장교가 영국이 돈을 지불하는 정보원임을 시사하는 정보를 공유하는 것이다. 증거는 정황 증거이며, 문트를 연루시키는 것처럼 보이지만, 리머스는 중요한 동독 관리가 자신의 지식 없이 영국의 요원일 수 없다고 주장하며 그 결론을 반복적으로 거부한다. 그러나 피들러는 리머스의 정보를 독자적으로 확인할 수 있었고, 그의 상사인 문트가 실제로 수년 동안 영국 정보기관의 비밀 자산이었다는 결론에 도달한다.
문트 자신은 예상치 못하게 숙소에 도착하여 리머스와 피들러를 자신을 모의한 혐의로 체포한다. 피들러가 자신의 발견을 상사에게 설명하자 상황은 역전되고 문트는 체포된다. 간첩 혐의로 문트를 재판하기 위해 비밀 재판소가 소집되고, 리머스는 증언하도록 강요받는다. 피들러는 문트가 유료 이중 요원이라는 강력한 사례를 제시한다. 그러나 문트의 변호사는 리머스의 정보원 변신 과정에서 여러 불일치를 밝혀내며, 리머스가 가짜 망명자임을 시사한다. 리머스의 신뢰도는 문화 교류 방문이라고 생각했던 것으로 동독으로 데려온 낸이 재판소에서 증언하도록 강요받고, 리머스가 주선한 대로 영국 정보 장교로부터 돈을 받고 있었다는 사실을 무심코 폭로하면서 무너진다. 이 증언에 직면하여 리머스는 마지못해 자신이 실제로 영국 요원임을 인정한다. 문트는 무죄를 선고받고, 피들러는 공범적인 어리석은 자로 체포된다.
리머스는 처음에는 자신의 임무에 실패했다고 생각하고 문트의 가혹한 보복을 두려워한다. 그러나 한밤중에 문트는 리머스와 낸을 감방에서 풀어주고 둘 모두에게 탈출 계획을 제공한다. 문트는 리머스의 실제 임무가 성공했다고 설명한다. 문트는 사실 영국 요원이었고, 피들러가 그의 상사를 너무 의심하게 되어 작전의 목표였던 것이다. 이것은 리머스에게 충격으로 다가오고, 그가 휘말린 복잡한 거미줄과 자신의 상사들에 의해 놓인 위험이 고통스러울 정도로 분명해진다. 그는 여전히 이상주의적인 낸에게 빌린 차를 몰고 국경으로 향하면서 전체 줄거리를 설명한다. 그녀는 그가 단지 자신의 일을 했을 뿐인 피들러의 살인에 연루된 것에 대해 그를 비난한다. 그녀의 순진함에 동요한 리머스는 분노하고 자기혐오적인 고백을 터뜨린다.
도대체 스파이가 무엇이라고 생각하십니까? 그들이 하는 모든 것을 하느님의 말씀이나 칼 마르크스에 비추어 측정하는 도덕 철학자들입니까? 그들은 그렇지 않습니다. 그들은 나처럼 초라하고 더러운 놈들, 작은 남자들, 주정뱅이들, 게이들, 공처가들, "카우보이와 인디언" 놀이를 하며 썩어빠진 작은 삶을 밝히는 공무원들일 뿐입니다. 그들이 수도승처럼 감방에 앉아 옳고 그름을 저울질한다고 생각하십니까? 어제 나는 문트를 악하고 적으로 생각했기 때문에 죽였을 것입니다. 그러나 오늘은 아닙니다. 오늘은 그는 악하고 나의 친구입니다.
리머스와 낸은 베를린 장벽에 도착하고, 탐조등이 의도적으로 다른 곳을 비추는 동안 비상 사다리로 서독으로 넘어오라는 지시를 받는다. 리머스가 벽 꼭대기에서 낸을 끌어올리고 있을 때, 탐조등이 갑자기 그들을 직접 비추고, 알람이 울리고, 낸은 문트의 요원들에게 총을 맞아 사망하여 작전의 유일한 민간인 증인을 침묵시킨다. 리머스는 충격과 공포에 얼어붙고, 양측의 요원들은 그에게 서쪽으로 돌아오라고 재촉한다. 대신, 그는 벽의 동쪽 면에 있는 낸의 시신을 향해 내려가기 시작하고, 그곳에서 그 역시 총에 맞아 사망한다.

## 출연

### 주연
- 리차드 버튼
- 클레어 블룸
- 오스카 베르너

### 조연
- 데이비드 보어
- 앤 블레이크
- 리처드 캘디콧
- 시릴 쿠삭
- 루퍼트 데이비스
- 마리앤 디밍

## 기타
- 원작자: 존 르 카레
- 미술: 탐비 라슨
- 미술: 조시 맥아빈
- 미술: 테드 마셜
- 미술: 헐 페레이라
- 의상: 소피 드바인